# رامیه
‌رامیه (به عربی: رامية) منطقه‌ای مسکونی در لبنان است که در شهرستان بنت جبیل واقع شده‌است.
 رامیه   ۵۸۰ متر بالاتر از سطح دریا است.